# Методология экономической науки (книга)
Методология экономической науки, или Как экономисты объясняют — произведение историка экономической мысли Марка Блауга, впервые изданная в 1980 году.

## Структура
Книга включает в себя:
- Предисловие;
- Предисловие к первому изданию;
- Часть I. То, что вы всегда хотели узнать о философии науки, но боялись спросить:

- Глава 1. От традиционных взглядов к взглядам Поппера;
- Глава 2. От Поппера к новой неортодоксии.

- Часть II. История экономической методологии:

- Глава 3. Верификационизм как феномен преимущественно XIX века;
- Глава 4. Фальсификационизм как феномен исключительно XX века;
- Глава 5. Различие между позитивной и нормативной экономической теории.

- Часть III. Методологическая оценка неоклассической исследовательской программы:

- Глава 6. Теория потребительского выбора;
- Глава 7. Теория Фирмы;
- Глава 8. Теория общего равновесия;
- Глава 9. Теория предельной производительности;
- Глава 10. Переключение, обратное переключение и тому подобное;
- Глава 11. Теория международной торговли Хекшера-Улина;
- Глава 12. Кейнсианцы против монетаристов;
- Глава 13. Теория человеческого капитала;
- Глава 14. Новая экономическая теория семьи;
- Глава 15. Постулат рациональности.

- Часть IV. Что мы узнали о экономической теории:

- Глава 16. Выводы.

- Глоссарий;
- Рекомендации по дальнейшему знакомству с литературой;
- Библиография;
- Именной указатель;
- Предметный указатель.

## Идеи
Со слов редакции книга является строгим методологическим обзором основных разделов современной экономической теории, в котором автор определяет «научность» экономической науки, в какой степени она нацелена на объяснение реальных фактов. Книга предназначена для экономистов, преподавателям и студентам экономических вузов, а также для историков и философов.
Кроме этого книга призывает ортодоксальных экономистов к практике, к которой они сами и призывают, говоря методологически, к эмпирической проверки их субъективных экономических гипотез. Выдающийся английский методист Марк Блауг дал тщательный анализ все более увеличивающегося формализма современной экономической теории и её методологической вседозволенности.
Книга является наиболее значимой книгой в последней четверти XX века, посвящённой методологии экономических исследований. Автор рассматривает историю исследований экономических методов; критикует методологические установки неоклассического направления. В последней главе М. Блауг утверждает, что о революции в экономической мысли речь идёт только в том случае, если теория является прогрессивной как научно-исследовательская программа, так и как программа политических действий.
Член корреспондент РАН В. С. Автономов отмечает также, что книга чрезвычайно необходима для преподающих и изучающих экономическую теорию в российских вузах, так как в нашей стране отсутствовала традиция научных исследований в рамках неоклассического подхода, а в книге как раз уделяется внимание границам применения теории и обоснованности её выводов.

## Издания
Книга была издана на английском языке в 1980 году:
- Blaug M. The methodology of economics, or, How economists explain. — Cambridge England New York: Cambridge University Press, 1980 — ISBN 9780521294379.

и переиздана в 1992 году:
- Blaug M. The methodology of economics, or, how economists explain. — Cambridge New York, NY: Cambridge University Press, 1992 — ISBN 9780521436786.

Перевод 2-го издания на русский язык впервые вышел в 2004 году:
- Блауг М. Методология экономической науки, или Как экономисты объясняют. — М.: НП «Журнал Вопросы экономики», 2004. — С. 416. — ISBN 5-901389-04-2.